# Visio Tnugdali

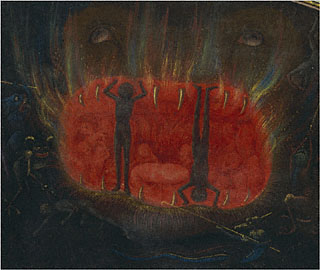
A boca do inferno, por Simon Marmion, do Les Visions du chevalier Tondal, detalhe.

Visão de Tundal (Originalmente, em latim: Visio Tnugdali) é um texto religioso irlandês chamado assim por Tundal, seu protagonista. É a mais extensa e interessante das chamadas visões, textos que pretendiam dar a conhecer a sorte das almas na outra vida e das que a Idade Média nos legou numerosos exemplos.
Esta obra deve-se a um monge irlandês do convento de São Paulo, em Ratisbona, chamado Marcos. Escreveu-a no ano 1150. O texto latino, traduzido na Idade Média em quase todas as línguas européias, foi publicado em 1882 por A. Wagner.

## Argumento
O assunto reduz-se a que o protagonista conta que, tendo estado sumido num sonho letárgico durante três dias, foi conduzido por um anjo neste lapso de tempo através das regiões do outro mundo e descreve com todo o gênero de pormenores os suplícios dos condenados, dos que ele mesmo participa nas penas do Purgatório e as delícias dos eleitos. Sem dúvida Dante conheceu esta visão, pois observam-se na Divina Comédia várias analogias com a obra de Marcos, que por sua vez inspirou-se nas narrações anteriores do mesmo gênero, como as de Beda e Gregório Magno.